# Roman Bogusław Sieroń
Roman Bogusław Sieroń (ur. 6 lutego 1972 w Staszowie) – polski duchowny rzymskokatolicki, doktor nauk teologicznych z zakresu biblistyki, doktor habilitowany nauk humanistycznych z zakresu pedagogiki, dziennikarz, profesor nadzwyczajny Katolickiego Uniwersytetu Lubelskiego.

## Życiorys
Urodził się w Staszowie (woj. świętokrzyskie), w rodzinie nauczycielskiej. W latach 1987–1991 kształcił się w Liceum Ogólnokształcącym im. ks. kard. Stefana Wyszyńskiego w Staszowie.
W latach 1991–1992 studiował w Wyższym Seminarium Duchownym Diecezji Sandomiersko-Radomskiej w Radomiu, a w latach 1992–1997 w Wyższym Seminarium Duchownym w Sandomierzu. 21 czerwca 1997 r. przyjął święcenia kapłańskie z rąk bpa Wacława Świerzawskiego.
W 1997 roku na Katolickim Uniwersytecie Lubelskim uzyskał tytuł magistra teologii z wyróżnieniem – pracy magisterskiej pt. Radość według Stromatów Klemensa Aleksandryjskiego (promotor: ks. prof. zw. dr hab. Franciszek Drączkowski).
W latach 1998–1999 był słuchaczem kursu propedeutycznego w Papieskim Instytucie Biblijnym Biblicum w Rzymie.
Absolwent Papieski Uniwersytet Świętego Tomasza z Akwinu „Angelicum” w Rzymie (1999-2003) – doktor nauk teologicznych z zakresu biblistyki. Praca doktorska: Chairein e i suoi derivati nel Corpus Paulinum. Studio linguistico-teologico (Chairein i jego derywaty w Corpus Paulinum. Studium semantyczno–teologiczne) powstała pod kierunkiem o. prof. José Marii Viejo OP.
Absolwent Uniwersytetu Katolickiego w Rużomberku na Słowacji (2006-2008) – doktor i docent nauk pedagogicznych.

## Praca duszpasterska
Po uzyskaniu święceń kapłańskich był wikariuszem w parafii pw. św. Floriana w Stalowej Woli oraz w parafii pw. św. Jana Chrzciciela i św. Barbary w Ulanowie (1997-1998).
W latach 1998–2003 oraz 2015-2019 pracował jako duszpasterz we Włoszech, w parafiach regionu Lacjum – Latina, Passoscuro, Gaeta, Villa di San Lorenzo oraz w Sanktuarium św. Rity w Cascii (1998-2002). W latach 2002–2003 był zastępcą proboszcza w parafii pw. Najświętszego Imienia Maryi w Casercie, a w latach 2015–2019 duszpasterzem w parafii św. Jerzego w Sassuolo (Reggio Emilia-Guastalla).
Członek Rady Kapłańskiej Diecezji Sandomierskiej (2010-2015) oraz Rady Duszpasterskiej Diecezji Sandomierskiej (2010-2017).
Od 2020 proboszcz parafii pw. Matki Bożej Częstochowskiej w Mściowie (diecezja sandomierska).

## Praca dydaktyczna i naukowa

### W diecezji sandomierskiej
- Prefekt Katolickiego Gimnazjum i Liceum św. Jadwigi Królowej w Sandomierzu (2003-2006)[1].
- Delegat biskupa sandomierskiego do oceny treści książek religijnych (2004-2021)[1].
- Dyrektor Instytutu Teologicznego im. bł. Wincentego Kadłubka w Sandomierzu (2010-2022)[6].
- W latach 2004–2017 oraz od 2022 wykładowca Wyższego Seminarium Duchownego w Sandomierzu[7].
- Od 2005 moderator Dzieła Biblijnego im. Jana Pawła II Diecezji Sandomierskiej[8].
- Prezes oddziału sandomierskiego Polskiego Towarzystwa Teologicznego[9].

### W Katolickim Uniwersytecie Lubelskim
- W latach 2009–2018 profesor nadzwyczajny KUL. W latach 2008–2010 oraz 2012-2014 członek Senatu KUL[2].
- W latach 2008–2010 prodziekan ds. studenckich Wydziału Zamiejscowego Prawa i Nauk o Gospodarce KUL w Stalowej Woli, a w latach 2012–2014 prodziekan ds. studenckich Wydziału Zamiejscowego Nauk o Społeczeństwie KUL w Stalowej Woli[2].
- W latach 2010–2019 kierownik Katedry Pedagogiki Pastoralnej i Teologii Wychowania Instytutu Pedagogiki Wydziału Zamiejscowego Prawa i Nauk o Społeczeństwie KUL w Stalowej Woli[2].
- Od 14 czerwca 2016 r. do 30 września 2019 r. ostatni dyrektor Instytutu Pedagogiki Wydziału Zamiejscowego Prawa i Nauk o Społeczeństwie KUL w Stalowej Woli[2].

### W Ukrainie
Od 2009 r. wykładowca biblistyki w Wyższym Seminarium Duchownym Archidiecezji Lwowskiej we Lwowie–Brzuchowicach i w Instytucie Teologicznym im. św. Józefa Bilczewskiego we Lwowie-Brzuchowicach. Członek zwyczajny Rzymskokatolickiego Towarzystwa Teologicznego w Ukrainie oraz Stowarzyszenia Biblistów Polskich w Warszawie.

### Promotor i recenzent
Promotor 262 prac magisterskich z pedagogiki, 17 prac licencjackich z pedagogiki oraz 16 prac magisterskich z teologii; recenzent 6 prac doktorskich oraz 98 prac magisterskich i licencjackich.

### Uczestnik i organizator sympozjów
Brał czynny udział w 27 sympozjach międzynarodowych (Polska, Słowacja, Ukraina) i w 29 sympozjach krajowych. Organizator 28 sympozjów zagranicznych i krajowych.

## Praca dziennikarsko-naukowa
W latach 2003–2007 pracownik Wydawnictwa Kurii Metropolitalnej w Katowicach, wydawcy katowickiego „Gościa Niedzielnego” oraz dyrektor oddziału „Gościa Niedzielnego” w Sandomierzu.
W latach 2007–2019 redaktor naczelny kwartalnika „Społeczeństwo i Rodzina”, wydawanego przez Wydział Zamiejscowy Prawa i Nauk o Społeczeństwie w Stalowej Woli Katolickiego Uniwersytetu Lubelskiego (11 punktów w punktacji Ministerstwa Nauki i Szkolnictwa Wyższego do 2019 roku).
Autor ponad 400 artykułów prasowych i opracowań z dziedziny pedagogiki opiekuńczo-wychowawczej, pedagogiki biblijnej, teologii wychowania, teologii biblijnej i myśli społecznej Jana Pawła II. Recenzent polskich i zagranicznych czasopism teologicznych i pedagogicznych (m.in. „Tarnowskie Studia Historyczne”, „Wychowanie na co Dzień”, „Biblica et Patristica Thoruniensia”, „Studia Leopoliensia”).

## Publikacje naukowe
Autor dziewięciu monografii naukowych, m.in.:
- Model wychowania chrześcijańskiego według świętego Pawła Apostoła, wydanie drugie – uzupełnione, Rużomberk – Stalowa Wola 2008, ISBN 978-83-61307-13-6, s. 244.
- Model wychowania według Jezusa Chrystusa w ujęciu czterech Ewangelii kanonicznych, Rużomberk – Stalowa Wola 2008, ISBN 978-83-61307-07-5, s. 229.
- Sandomierskie spotkania z Biblią. Polskie Dzieło Biblijne im. Św. Jana Pawła II w Diecezji Sandomierskiej 2005-2016, Sieroń R.B., Brzeski S., Sandomierz 2016, ISBN 978-83-61307-46-4, s. 134.
- Ekologiczne przesłanie Biblii, Sieroń R.B., Zbroja B., Jelonek T., Petrus, Kraków 2019, s. 165[13].

Ponadto autor 15 prac naukowych pod redakcją, 42 artykułów recenzowanych w pracach zbiorowych, 58 artykułów naukowych i popularnonaukowych.

## Nagrody i odznaczenia
- Odznaka „Zasłużony dla Miasta Staszowa”[14] (2008).
- Godność kanonika honorowego Stalowowolskiej Kapituły Konkatedralnej[15] (2009).
- Medal Komisji Edukacji Narodowej (2012)[2].